# Charles McGee
Charles McGee (ur. 7 grudnia 1919 w Cleveland, zm. 16 stycznia 2022) – amerykański pilot wojskowy, generał brygady lotnictwa Stanów Zjednoczonych.

## Życiorys
Urodził się 7 grudnia 1919 r. w Cleveland w Ohio jako syn Lewisa Allena i Ruth Elizabeth. W młodości był zmuszony przenosić się często z rodziną – jego ojciec podejmował się różnych prac, by utrzymać dzieci po śmierci żony, pracując m.in. jako pastor, pracownik socjalny i nauczyciel. Charles osiągnął stopień Eagle Scout i pracował w ramach Civilian Conservation Corps. Od 1941 r. studiował inżynierię w college'u na University of Illinois. Podobnie do wielu ludzi z jego pokolenia pasjonował się lotnictwem, w związku z czym 26 października 1942 r. wstąpił na ochotnika do Sił Powietrznych Armii Stanów Zjednoczonych i jako jeden z pierwszych pilotów ukończył w czerwcu 1943 r. eksperymentalny program w Tuskegee Institute, w ramach którego Afroamerykanie zyskali po raz pierwszy w historii Stanów Zjednoczonych możliwość pilotowania samolotów wojskowych.
Po ukończeniu szkolenia, McGee został wysłany do Włoch w lutym 1944 r. do 302. Dywizjonu Myśliwskiego 332. Grupy Myśliwskiej, która eskortowała ciężkie bombowce 15 Armii Powietrznej w drodze nad cele w okupowanej Europie. Do czasu swojego powrotu do Stanów Zjednoczonych, po odsłużeniu wymaganego okresu, McGee wykonał 137 misji bojowych. W stopniu kapitana powrócił do Tuskegee Institute, gdzie został instruktorem lotniczym. Po wojnie McGee pozostał w US Air Force, będąc instruktorem w bazach (Army Air Force Base) Godman  w Kentucky, Freeman w Indianie i Lockbourne w Ohio.
Jako pilot wojskowy służył również w wojnie koreańskiej, wykonując 100 misji bojowych i osiągając rangę majora. W czasie wojny wietnamskiej wykonał 172 misje bojowe i dosłużył się stopnia podpułkownika. Przechodząc na emeryturę 31 stycznia 1973 r., w stopniu pułkownika, miał wykonane więcej misji niż jakikolwiek inny pilot US Air Force (409) i wylatane 6308 godzin. W 1978 r. ukończył przerwane przez II wojnę światową studia na Columbia College w Missouri. W 2011 r. wprowadzony został do National Aviation Hall of Fame w Dayton. 4 lutego 2020 r. prezydent Donald Trump promował go do stopnia generała brygady.
Od 17 października 1942 r. żonaty z Frances Nelson; ślubu udzielił młodej parze jego własny ojciec. Z małżeństwa miał troje dzieci (Charlene, Ronald i Yvonne).

## Wyróżnienia
- Eagle Scout Award (1940)[3]
- Legion Zasługi[3]
- Zaszczytny Krzyż Lotniczy[3]
- Brązowa Gwiazda[3]
- USAF Commendation[3]
- Army Commendation Medal[3]
- Presidential Union Citation[3]
- Korean Presidential Citation[3]
- Distinguished Eagle Scout Award[3]
- Złoty Medal Kongresu (2007)[3]